# Rogers (groupe)
Pour les articles homonymes, voir Rogers.
Rogers est un groupe allemand de punk rock, originaire de Düsseldorf.

## Histoire

### Débuts (2006–2012)
En 2006, le chanteur Chri Hoffmeier, le guitariste Nico Feelisch et le bassiste Artur Freund forment le groupe sous le nom de Notaufnahme avec des changements de batteurs, après que Hoffmeier et Feelisch aient assisté ensemble à quelques concerts de groupes locaux. Lorsque le premier rencontre le batteur Simon Stratmann lors d'une fête d'anniversaire dans le district de répétition également utilisé par Notaufnahme, il rejoint le groupe en tant que membre permanent peu de temps après, complétant ainsi la formation. C'est dans cette formation qu'ils jouent lors de petits concerts et festivals.
Début juin 2010, le groupe change de nom et devient Jolly Roger (en allemand : Piratenflagge/Totenkopfflagge), nom sous lequel ils publient un mois plus tard leur premier EP intitulé Wohin es uns führen, dans le cadre duquel ils jouent la tournée Bereit zum (K)entern 2010 à travers l'Allemagne, l'Autriche et la Suisse, en autoproduction Ils tournent également pour la première fois lors de la tournée Wellenreiter en première partie du groupe Massendefekt, avec lequel ils collaborent ensuite plus souvent, et ont également joué des concerts avec Sondaschule et Radio Havanna.
Après un concert en tête d'affiche au Autonomen Zentrum le 28 juillet 2012, où se déroule plus tard la majeure partie du tournage du clip de Allein, dans lequel Sebastian Beyer, chanteur de Massendefekt, fait une apparition en tant qu'invité, ils reçoivent une offre de contrat de la part du label People Like You Records, qu'ils signent. Pour la première fois sous contrat, ils sortent l'EP Faust hoch au début de l'année suivante, en raccourcissant peu avant leur nom de groupe en Rogers, notamment parce qu'on les appelait déjà ainsi à ce moment-là. Celui-ci se classe à la 24e place des « charts officiels allemands de rock metal ».

### Flucht nach vorn(2013–2015)

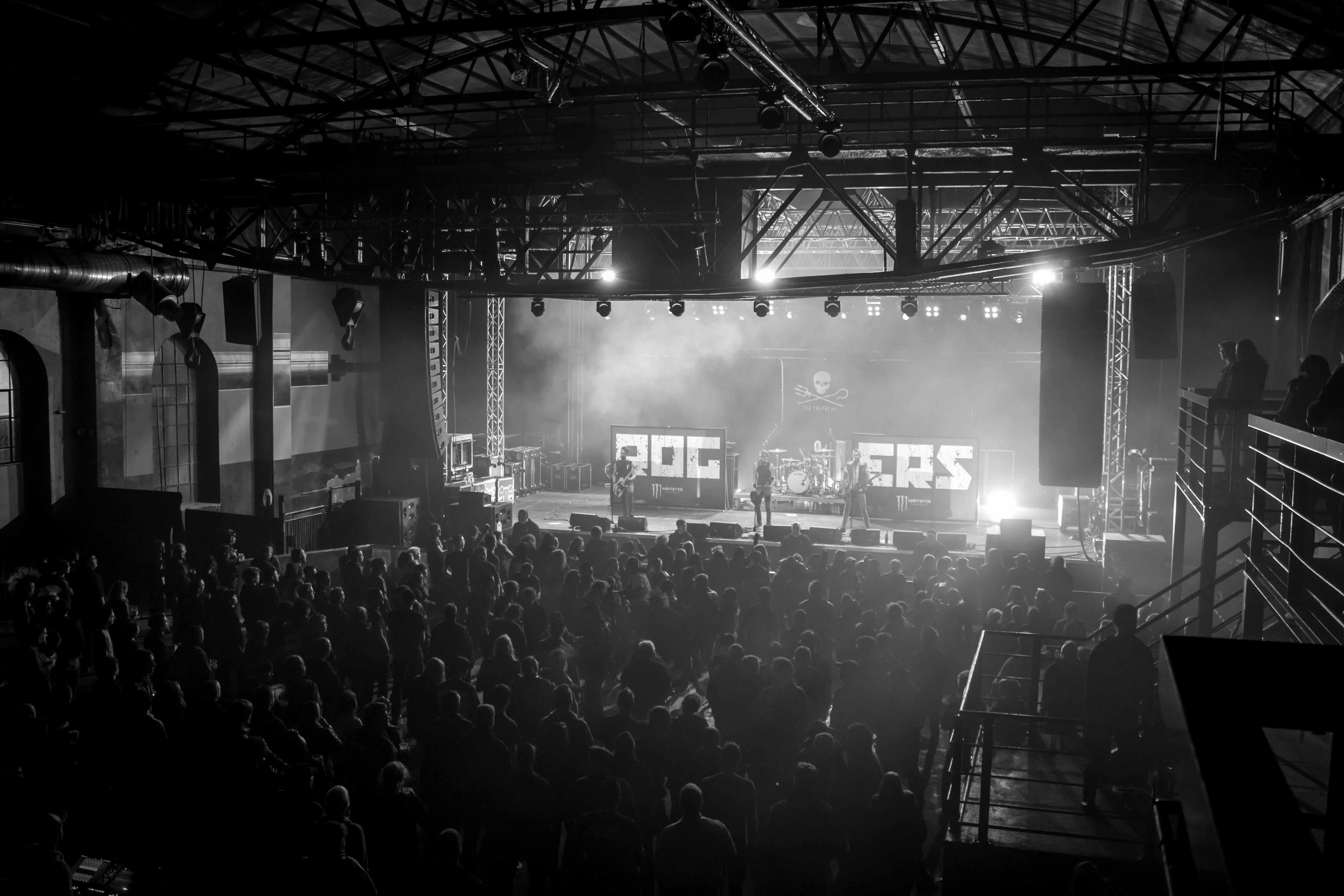
Rogers au Punk im Pott, en 2013.

La sortie de leur premier album Flucht nach vorn à la fin de l'année 2013 s'accompagne d'un show de sortie à guichets fermés au Tube de Düsseldorf et d'autres concerts en première partie de groupes comme Pennywise et les Broilers, ainsi que de divers concerts, notamment au Logo de Hambourg. Le clip de Stiller Wunsch qui suit est également extrait en single.
En 2014, plusieurs autres concerts suivent, des tournées avec Sondaschule et The Creepshow, ainsi que des festivals comme Mair1, With Full Force et Open Flair à Eschwege. Juste avant l'été des festivals 2014, le batteur Simon Stratmann quitte le groupe pour des raisons privées. Cependant, le groupe joue à chaque festival et annonce en septembre de la même année un nouvel album pour 2015. D'autres concerts suivent dans toute l'Allemagne, notamment avec les groupes Marathonmann et Slime.
En janvier 2015, les Rogers donnent un concert de sortie de single à guichets fermés dans leur ville natale de Düsseldorf, qui a marqué le début du cycle de leur deuxième album avec la sortie du premier single Steh auf.

### Nichts zu verlieren(2015–2016)
Après deux mois de studio et quelques concerts isolés, notamment avec le groupe Jennifer Rostock, le groupe sort son deuxième album Nichts zu verlieren à l'été 2015 et se consacre à un grand nombre de festivals, à une petite tournée acoustique ainsi qu'à d'autres tournées en Allemagne, en Autriche et en Suisse, notamment avec les groupes The Bones et Sondaschule, avec lesquels ils s'étaient déjà produits plusieurs fois par le passé. En décembre 2015, parallèlement à la sortie de leur nouveau clip pour la chanson Anders als ihr, ils annoncent leur première tournée personnelle pour le printemps 2016. Avec les groupes Das Pack, Stereogold et Rivers Become Oceans, ils parcourent dix villes à travers le pays. Seul le batteur Dom se fait remplacer pour les trois derniers concerts en raison de problèmes avec la police.
Le 8 octobre 2016, les Rogers donnent leur plus grand concert à guichets fermés dans la salle ZAKK de Düsseldorf, après un autre concert avec Bad Religion et une deuxième partie de la tournée qui comprend huit autres villes. Fin 2016, ils publient Mit dem Moped nach Madrid et Meine Soldaten, deux reprises de titres connus de Madsen et Maxim, qui dépassent rapidement les deux millions de clics et dont la viralité ne cesse de croître.

### Augen auf(depuis 2017)
Après de nouveaux concerts dans des festivals et une tournée en première partie de Callejon, le groupe sort son troisième album studio Augen auf le 8 septembre 2017 chez People like You Records,. Les shows de sortie sont divisés en trois concerts en club au Tube, Pitcher et Stone au Ratinger Hof dans leur ville natale de Düsseldorf, pour lesquels ils invitent des groupes locaux en première partie, à savoir Datenschmutz, NORDN et Vollkommen Egal.
Augen auf se classe à la 37e place des charts allemands. La première édition de l'album est accompagnée d'un disque bonus en édition limitée, contenant des reprises d'anciens titres comme Ich möcht' der Knopf an deiner Bluse sein de Bata Illic ou Wärst du doch in Düsseldorf geblieben de Dorthe Kollo dans sa propre interprétation sous le pseudonyme Die Roberts.
La tournée correspondante est ensuite annoncée pour le début de l'année 2018 sous le titre du single homonyme, Einen Scheiß muss ich. Celle-ci est complétée par une deuxième partie après son achèvement. Après de nombreuses représentations dans des festivals, le groupe donne le 12 octobre le plus grand concert de son histoire. Avec Billy Talent et Feine Sahne Fischfilet, ils jouent en première partie de Die Toten Hosen dans la Merkur Spiel-Arena de Düsseldorf. Avec la tournée Mittelfinger für immer 2019, les Rogers annoncent ensuite la sortie d'un nouvel album pour l'année suivante. En 2023, ils sortent l'album Rambazamba und Randale,.

## Style
Le style musical du groupe se caractérise avant tout par sa mélodie, tandis que les textes sont pour la plupart tirés de la vie ou choisis pour leur critique sociale, « sans toutefois appeler à la très grande révolte, comme le font trop volontiers d'autres groupes placides » Die moderne, instrumental und gesanglich mehrstimmige Musik. La musique moderne, instrumentale et vocale à plusieurs voix, est accompagnée de mélodies marquantes et de sonorités plutôt modernes, « sans toutefois tomber dans l'abrutissement », dure, avec beaucoup d'énergie, mais tout de même en partie accessible aux masses.

## Engagements
Dans leurs textes, leurs annonces et leurs interviews, le groupe s'oppose à l'antisémitisme, à la xénophobie, à la violence, au mouvement général du rock allemand et à son positionnement politique peu clair, « il s'oppose même à la peste brune ». Ils sont en outre critiques envers des thèmes comme le patriotisme.
En août 2013, ils commencent également à soutenir l'organisation de protection de l'environnement Sea Shepherd en fournissant du matériel d'information lors de leurs concerts, en représentant visuellement l'organisation sous forme de drapeaux et en installant une boîte de dons. En été 2015, le groupe organise, en collaboration avec la Diakonie de Düsseldorf, une excursion d'une journée pour des réfugiés syriens âgés de 20 à 30 ans, afin de leur offrir une alternative à leur quotidien dans un centre de réfugiés et de leur donner la possibilité de s'exprimer publiquement dans le cadre du tournage d'une vidéo.

## Discographie

### Albums studio
- 2013 : Flucht nach vorn (People Like You Records)
- 2015 : Nichts zu verlieren (People Like You Records)
- 2017  : Augen auf (People Like You Records)
- 2019 : Mittelfinger für immer (People Like You Records)
- 2023 : Rambazamba und Randale (Warner Music International)

### EP
- 2010 : Wohin es uns führt (sous le nom de Jolly Roger)
- 2013 : Faust hoch (People Like You Records)
- 2016 : Mit dem Moped nach Madrid (People Like You Records)

### Singles
- 2013 : Stiller Wunsch (People Like You Records)
- 2015 : Steh auf (People Like You Records)
- 2016 : Kreuzberger Nächte (People Like You Records)

### Clips
- 2011 : Alles für nichts (Kay Özdemir)
- 2013 : Allein (Kay Özdemir)
- 2013 : Stiller Wunsch (Arkadiusz Goniwiecha)
- 2014 : Für immer (Kay Özdemir)
- 2015 : Steh auf (Kay Özdemir)
- 2015 : Vergiss nie (Dirk Behlau)
- 2015 : Zugvögel (Arkadiusz Goniwiecha)
- 2015 : Anders als ihr (Kay Özdemir)
- 2016 : Kreuzberger Nächte (Arkadiusz Goniwiecha)
- 2016 : Mit dem Moped nach Madrid (Bettertimes)
- 2016 : Meine Soldaten (Bettertimes)
- 2017 : Augen auf (Spectair GmbH & Co. KG)
- 2017 : Einen Scheiss muss ich (Artur Freund)
- 2017 : Helden sein (feat. Sebastian Madsen)
- 2018 : Früher
- 2019 : Die Nachbarn von oben